# Christian Frederiksen
Christian Frederiksen, né le 31 janvier 1965 à Copenhague, est un céiste danois puis norvégien (depuis 2000) pratiquant la course en ligne.

## Palmarès

### Jeux olympiques
- Médaille d'argent aux Jeux olympiques d'été de 1992 à Barcelone en C-2 1 000 m avec Arne Nielsson[1].